# Louison Bobet

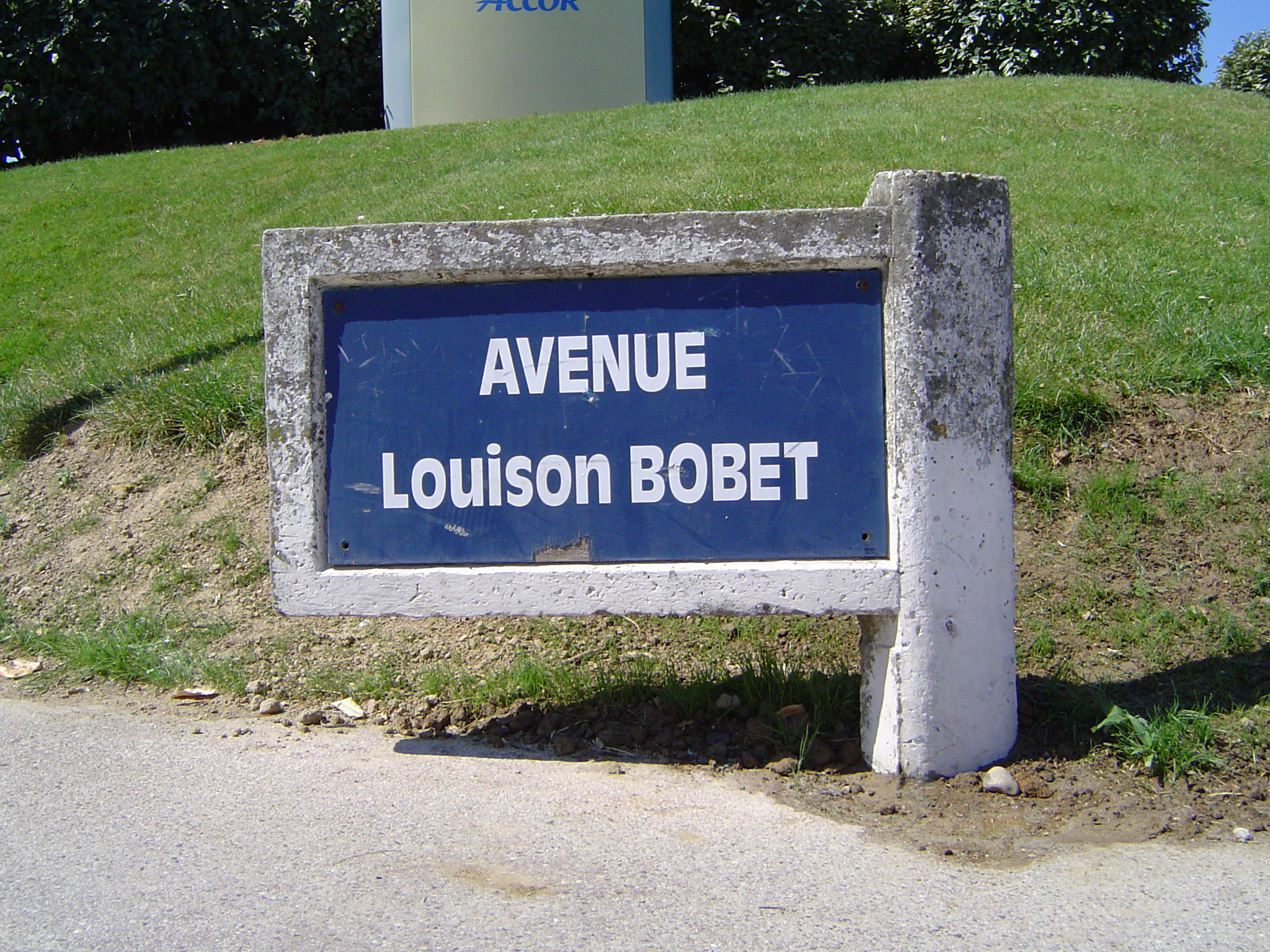
Straßenschild in Touquet-Paris-Plage

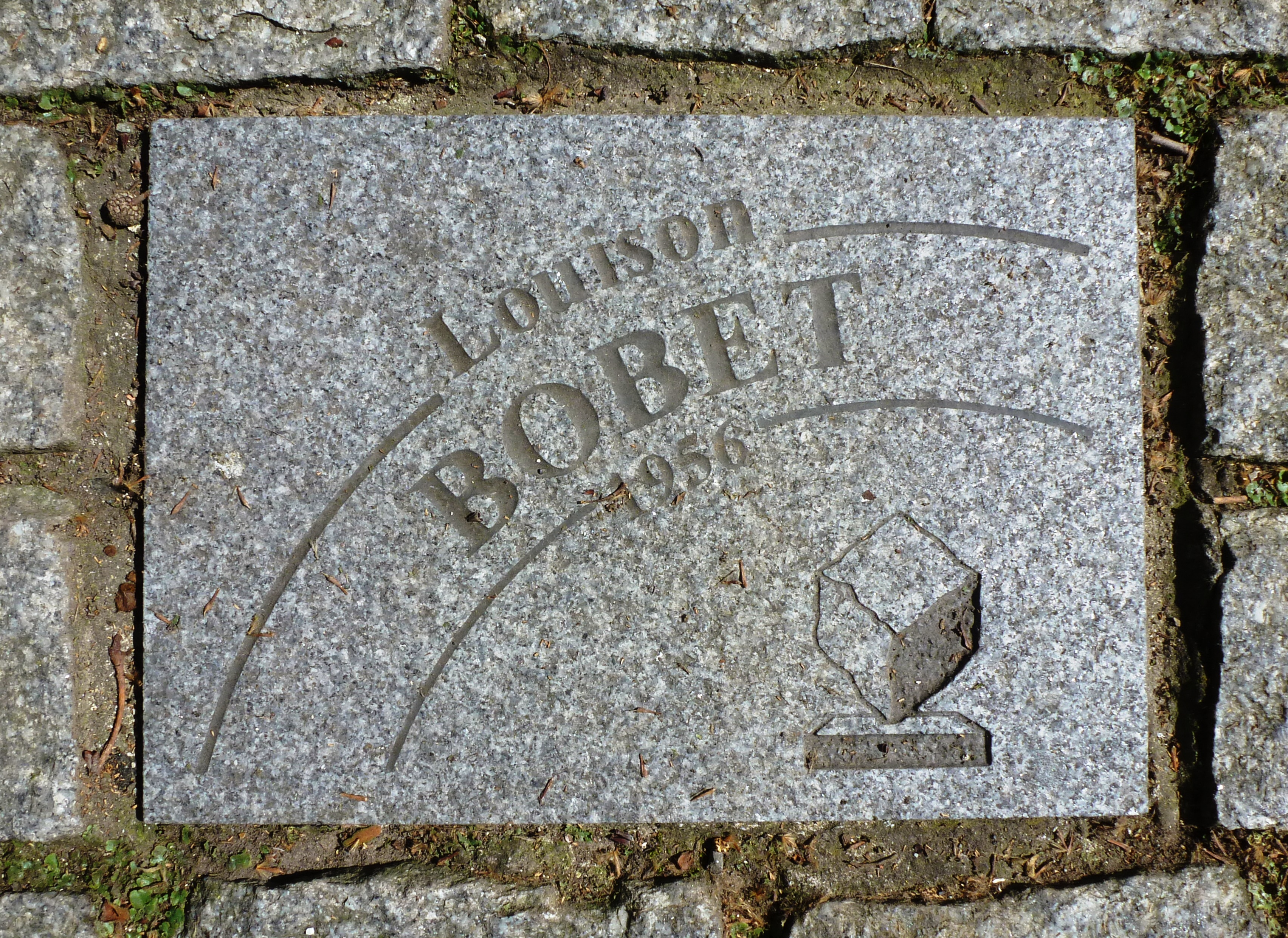
Pflasterstein zur Erinnerung an Bobets Sieg bei Paris-Roubaix

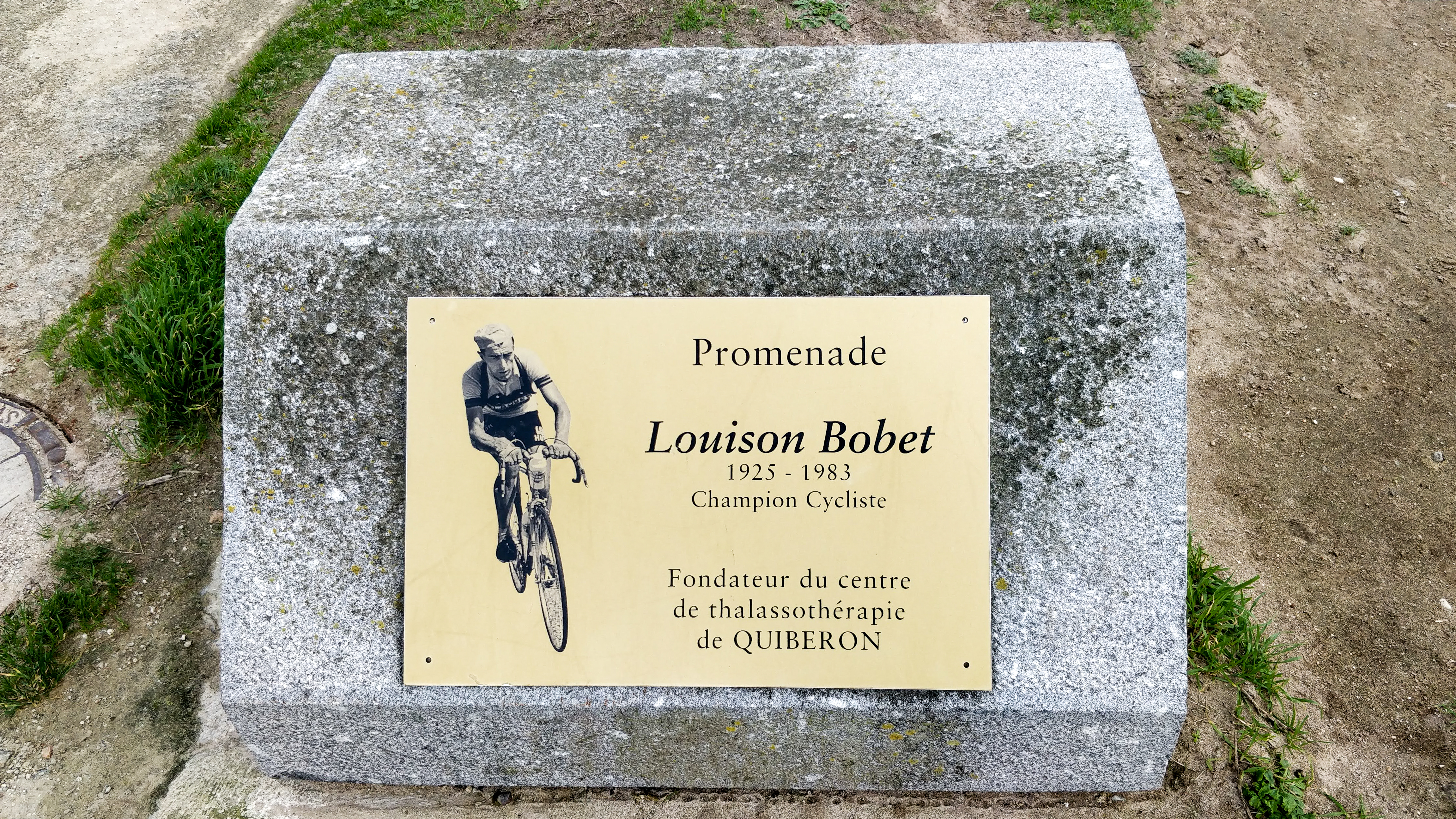
Platte an der Promenade Louison Bobet in Quiberon

Louis „Louison“ Bobet (* 12. März 1925 in Saint-Méen-le-Grand; † 13. März 1983 in Biarritz) war ein französischer Radrennfahrer. Er war der erste Fahrer, der die Tour de France dreimal in Folge gewann (1953, 1954, 1955).

## Sportlicher Werdegang
Schon im Alter von drei Jahren konnte Louison Bobet Rad fahren. Eigentlich hieß er Louis, wurde aber „Louison“ zur Unterscheidung von seinem Vater gleichen Namens genannt. Nach Beendigung seiner Schulzeit begann er, im elterlichen Bäckereibetrieb zu arbeiten. Dabei fuhr er mit einem Fahrrad die Brötchen und Brote aus. Daraus erwuchs sein Interesse für den Radsport.
1946 wurde Louison Bobet französischer Straßenmeister der Amateure. 1947 trat er zu den Berufsfahrern über. Er war ein exzellenter Klassikerfahrer und gewann fast alle wichtigen Eintagesrennen, so Mailand–Sanremo (1951), die Lombardei-Rundfahrt (1951), die Flandern-Rundfahrt (1955) und Paris–Roubaix (1956).
1950 wurde Bobet Dritter der Tour de France und gewann die Bergwertung. Aber erst 1953 gewann er erstmals die Gesamtwertung der Tour de France und beendete damit die Dominanz italienischer (Gino Bartali, Fausto Coppi) und schweizerischer (Hugo Koblet, Ferdy Kübler) Rennfahrer beim berühmtesten Etappenrennen der Welt. Bobet wiederholte den Tour-de-France-Sieg in den darauf folgenden Jahren 1954 und 1955. Später wurde bekannt, dass Bobet während seiner Teilnahmen zeitweise ohne sein Wissen gedopt war; dies hatten sein Teammanager sowie sein Pfleger zugegeben.
1954 wurde Bobet Profi-Weltmeister bei der Straßenrad-WM im deutschen Solingen. Im Jahr 1956 gewann er das damals längste Eintagesrennen Bordeaux–Paris über 552 Kilometer, nachdem er kurz zuvor am Gesäß operiert worden war. 
Bobet startete auch bei vier Sechstagerennen und belegte 1957 gemeinsam mit Dominique Forlini und Georges Senfftleben in Paris Rang zwei.
Jean Bobet sagte über seinen älteren Bruder: „Louison ist mit einem unbändigen Siegeswillen auf die Welt gekommen.“ Diesem  Ehrgeiz ordnete Bobet alles unter und ernährte sich und trainierte nach wissenschaftlichen Vorgaben. So avancierte er in 15 Profijahren zu einem „der erfolgreichsten und angesehensten Pedaleure in der Geschichte des Radsports“.
Seine Rennfahrerkarriere endete jäh am 15. Dezember 1961, als er gemeinsam mit seinem Bruder Jean einen schweren Autounfall verletzt überlebte. Zu seiner offiziellen Verabschiedung anlässlich des Kriteriums in Chateaulin im Sommer 1962 kamen ihm zu Ehren mehr als 50.000 Zuschauer. Beim abendlichen Festakt erhielt er zwei Tonnen Postkarten, die über eine Aktion von Radio Luxemburg zusammengekommen waren.

## Berufliches
Anschließend baute er gemeinsam mit Jean mehrere Thalasso-Therapie-Zentren auf. Einen Tag nach seinem 58. Geburtstag starb Bobet an Krebs.
Bobet war auch ein starker Tischtennisspieler. Er gewann einmal die Meisterschaft der Bretagne. Den Tischtennissport gab er auf, als er bei den französischen Meisterschaften um 1942 in der ersten Runde ausschied.
1953 und 1954 wurde er von der Sportzeitung L’Équipe zu Frankreichs Sportler des Jahres („Champion des champions“) gewählt. In seiner Heimatstadt Saint-Méen-le-Grand wurde das „Musée Louison Bobet“ eröffnet.

## Erfolge (Auswahl)
1946
- Französischer Amateur-Meister – Straßenrennen

1948
- zwei Etappen Tour de France

1950
- Französischer Meister – Straßenrennen
- eine Etappe Tour de France

1951
- Mailand–Sanremo
- eine Etappe und Bergwertung Giro d’Italia
- eine Etappe Tour de France
- Giro di Lombardia

1952
- Gesamtwertung und zwei Etappen Paris–Nizza
- Grand Prix des Nations

1953
- Gesamtwertung und zwei Etappen Tour de France

1954
- Gesamtwertung und drei Etappen Tour de France
- Weltmeister – Straßenrennen

1955
- Flandern-Rundfahrt
- Gesamtwertung und drei Etappen Critérium du Dauphiné Libéré
- Gesamtwertung und zwei Etappen Tour de France

1956
- Paris–Roubaix
- Bordeaux–Paris

1957
- Weltmeisterschaft – Straßenrennen

1958
- Weltmeisterschaft – Straßenrennen

## Wichtige Platzierungen
| Grand Tour            | 1947 | 1948 | 1949 | 1950 | 1951 | 1952 | 1953 | 1954 | 1955 | 1956 | 1957 | 1958 | 1959 | 1960 | 1961 |
| --------------------- | ---- | ---- | ---- | ---- | ---- | ---- | ---- | ---- | ---- | ---- | ---- | ---- | ---- | ---- | ---- |
| Vuelta a EspañaVuelta | –    | –    | –    | –    | –    | –    | –    | –    | –    | DNF  | –    | –    | –    | –    | –    |
| Giro d’ItaliaGiro     | –    | –    | –    | –    | 7    | –    | DNF  | –    | –    | –    | 2    | 4    | –    |      |      |
| Tour de FranceTour    | DNF  | 4    | DNF  | 3    | 20   | –    | 1    | 1    | 1    | –    | –    | 7    | –    | –    | –    |

| Weltmeisterschaft   | 1947 | 1948 | 1949 | 1950 | 1951 | 1952 | 1953 | 1954 | 1955 | 1956 | 1957 | 1958 | 1959 | 1960 | 1961 |
| ------------------- | ---- | ---- | ---- | ---- | ---- | ---- | ---- | ---- | ---- | ---- | ---- | ---- | ---- | ---- | ---- |
| StraßenrennenStraße | –    | –    | –    | 5    | 14   | 8    | 8    | 1    | DNF  | 2    | 2    | 2    | –    | –    | DNF  |

| Monument                 | 1947 | 1948 | 1949 | 1950 | 1951 | 1952 | 1953 | 1954 | 1955 | 1956 | 1957 | 1958 | 1959 | 1960 | 1961 |
| ------------------------ | ---- | ---- | ---- | ---- | ---- | ---- | ---- | ---- | ---- | ---- | ---- | ---- | ---- | ---- | ---- |
| Mailand–Sanremo          | –    | –    | 18   | 9    | 1    | DSQ  | 53   | 13   | 11   | –    | 17   | 10   | –    | –    | 21   |
| Flandern-Rundfahrt       | –    | –    | –    | –    | –    | 6    | 4    | 14   | 1    | –    |      | –    | –    | –    | –    |
| Paris–Roubaix            | –    | –    | 32   | 15   | 2    | 7    | 4    | 38   | 3    | 1    | 65   | 27   | 21   | –    | –    |
| Lüttich–Bastogne–Lüttich | –    | –    | –    | –    | 7    | –    | –    | –    | –    | –    | 9    | –    | –    | –    | –    |
| Lombardei-Rundfahrt      | –    | 12   | –    | 33   | 1    | 9    | –    |      | –    | 7    | –    | 24   | 21   | –    | –    |